# Роковатая (станция)
Роковатая (укр. Рокувата) — узловая грузо-пассажирская железнодорожная станция Криворожской дирекции Приднепровской железной дороги на линии Кривой Рог—Пятихатки, также от станции отходит линия до станции Грековатая.

## История
Станция открыта в 1893 году. Обслуживала железные рудники Брянского общества. Название получила от одноимённой правобережной балки реки Саксагань.
В 2013 году реконструирована.

## Характеристика
Расположена в Терновском районе Кривого Рога Днепропетровской области между станциями Вечерний Кут (7 км) и Саксагань (9 км).
Станция Роковатая является второй основной пассажирской станцией после Кривого Рога-Главного, на которой осуществляется посадка на пассажирские и пригородные поезда пассажиров, с северной и центральной частей города. На станции останавливаются пригородные электропоезда.
Станция служит грузовым пунктом. Имеет современную железнодорожную сеть и оборудование.